# یواس‌اس کینگ کانتی (ال‌اس‌تی-۸۵۷)
یواس‌اس کینگ کانتی (ال‌اس‌تی-۸۵۷) (به انگلیسی: USS King County (LST-857)) یک کشتی بود که طول آن ۳۲۸ فوت (۱۰۰ متر) بود. این کشتی در سال ۱۹۴۴ ساخته شد.